# Yossi Wein
Joseph Wein (* 1947 in Polen; † 30. Januar 2015) war ein polnisch-israelischer Kameramann und Regisseur.

## Leben
Yossi Wein verließ 1968 seine Heimat und siedelte nach Israel über. Dort nahm er ein Studium der Geschichte und Philosophie an der Hebräischen Universität Jerusalem auf. Ab dem Jahr 1972 war Wein bis in die 2000er Jahre als Kameramann und ab den 1990er Jahren auch als Regisseur tätig. Wein war für sein Mitwirken an B-Filmen bekannt. Als Regisseur inszenierte er vor allem kostengünstige Actionfilme. Er wurde auch unter dem Namen Joseph Wein geführt.

## Filmografie (Auswahl)

### Kameramann
- 1990: Riptide (Masque of the Red Death)
- 1990: American Fighter 4 – Die Vernichtung (American Ninja 4: The Annihilation)
- 1991: Marine Fighter
- 1993: Cyborg Cop
- 1993: Spanish Rose
- 1994: Freefall
- 1994: Death Connection (Blood of the Innocent)
- 1994: Cyborg Cop II
- 1997: Operation Delta Force (Operation Delta Force: Great Soldiers)
- 1998: The Sweeper – Land Mines (Sweepers)
- 1999: Fight of the Dragon (Bridge of Dragons)
- 2000: Shark Attack 2

### Regisseur
- 1992: Lethal Fighter (Ninja Fighter)
- 1994: Never Say Die
- 1995: Cyborg Cop III
- 1997: Reckless – Von Rache getrieben (Merchant of Death)
- 1997: Operation Delta Force II: Mayday
- 2000: Kommando U.S. Seals (U.S. Seals)
- 2000: Operation Delta Force V (Operation Delta Force 5: Random Fire)
- 2001: Octopus 2: River of Fear
- 2003: Death Train – Fahrt in den Tod (Con Rail)
- 2003: Disaster